# Campylomyza serrata
Campylomyza serrata är en tvåvingeart som beskrevs av Jaschhof 1997. Campylomyza serrata ingår i släktet Campylomyza och familjen gallmyggor. Arten är reproducerande i Sverige. Inga underarter finns listade i Catalogue of Life.